# Casey FitzRandolph
Casey FitzRandolph né le 17 juin 1965 à Madison (Wisconsin) est un ancien patineur de vitesse américain.

## Biographie
Il est spécialiste des courtes distances (500 et 1 000 m). FitzRandolph a participé à trois éditions des Jeux olympiques d'hiver en 1998, 2002 et 2006, et a obtenu le titre olympique du 1 000 m aux Jeux de Salt Lake City en 2002, profitant de la chute du favori Jeremy Wotherspoon.

## Palmarès
- Jeux olympiques d'hiver
  - Salt lake City 2002 :  Médaille d'or au 500 m

- Championnats du monde de sprint
  -  Médaille d'argent à Hamar en 2002.
  -  Médaille de bronze à Hamar en 1997.

- Championnats du monde simple distance
  -  Médaille de bronze sur 500 m à Salt Lake City en 2001.

- Coupe du monde
  - Deuxième du classement du 500 m en 1998-1999
  - Deuxième du classement du 1 000 m en 1996-1997
  - 13 podiums individuels dont 3 victoires.

## Records personnels
| Épreuve | Temps         | Date |
| ------- | ------------- | ---- |
| 500 m   | 34 s 42       | 2002 |
| 1 000 m | 1 min 08 s 06 | 2002 |
| 1 500 m | 1 min 46 s 31 | 2006 |
| 3 000 m | 4 min 04 s 25 | 2000 |
| 5 000 m | 6 min 59 s 38 | 2000 |